# Nicole Houde
Pour les articles homonymes, voir Houde.
 (novembre 2017).
Si vous disposez d'ouvrages ou d'articles de référence ou si vous connaissez des sites web de qualité traitant du thème abordé ici, merci de compléter l'article en donnant les références utiles à sa vérifiabilité et en les liant à la section « Notes et références ».
Nicole Houde est une écrivaine québécoise née à Saint-Fulgence en 1945 et morte le 3 février 2016 à Montréal.

## Œuvres

### Romans
- La Maison du remous (1986) ; réédition en 2013
- L'Enfant de la batture (1988)
- Les Inconnus du jardin (1991)
- Les Oiseaux de Saint-John Perse (1994) ; réédition en 2001
- La Chanson de Violetta (1998)
- La Fiancée de God (2005)
- Je pense à toi (2008)
- Portraits d'anciennes jeunes filles (2012)
- Le Vie pour vrai (2014)

### Recueil de contes et nouvelles
- Banc publics (2010)

### Autres publications
- La Malentendue (1983)
- Lettres à cher Alain (1990)
- Une folie sans lendemain (2002)
- L'Hystérie de l'ange (2005)

## Prix et distinctions
- 1984 - Prix littéraires du Journal de Montréal pour les jeunes écrivains, La Malentendue
- 1986 - Prix littéraire du CRSBP du Saguenay–Lac-Saint-Jean
- 1989 - Prix Air Canada, L'Enfant de la batture
- 1989 - Finaliste au Prix Molson de l'Académie canadienne-française, L'Enfant de la batture
- 1991 - Finaliste au Prix Molson de l'Académie canadienne-française, Les Inconnus du jardin
- 1995 - Prix du Gouverneur général, Les Oiseaux de Saint-John Perse
- 2013 - Prix Hervé-Foulon pour son roman La Maison du remous paru en 1986[1]